# Jeremiah Halpern
Pour les articles homonymes, voir Halpern.
 (septembre 2013).
Le capitaine Jeremiah Halpern ou Yirmiyahu Halpern ou Yirmiyahu Halperin (né à Smolensk, en Russie, en 1901; mort à Tel Aviv, en Israël, en 1962) est un leader du sionisme révisionniste en Palestine et l'aide de camp de Vladimir Jabotinsky dans la Haganah à Jérusalem.

## Biographie
La famille de Jeremiah Halpern est originaire de Vilnius en Lituanie, et immigra en Palestine en 1913. Jeremiah fut diplômé de l'Accademia Navale di Livorno en 1917. Il fut le leader du Betar, de l'Irgoun et du groupe Bergson. Il recrute Abba Ahiméir pour créer ce qui deviendra le « révisionnisme maximaliste ».
Il assiste Nicola Fusco à la direction de la Betar Naval Academy, fondée par le régime de Benito Mussolini, jusqu'en 1938.
Il dirige un comité public d'enquête sur le génocide du peuple juif en Europe dans le contexte des débats intenses des années 1950 en Israël sur le comportement vis-à-vis de la Shoah et sur la collaboration avec les nazis, à la fois des leaders juifs en Europe et de ceux du Yishouv. Cette organisation publie en novembre 1955 un rapport de 13 pages sur le procès Kastner, dirigé contre le Mapaï et le gouvernement.
Il fonde le Eilat Naval Museum d'océanographie en 1948.

## Hommage
- Le bateau de recherche RV Halpern (2005), du Leon Recanati Institute for Maritime Studies à l'université de Haïfa.